# Steinberg bei Kloster Eberbach
Der Steinberg ist eine deutsche Einzellage im Weinbaugebiet Rheingau in Hessen. Er liegt in der Gemarkung Hattenheim der Gemeinde Eltville am Rhein und ist mit 37,2 Hektar die größte Lage im Rheingau. Der Weinberg ist ausschließlich mit Rieslingreben bestockt, aus denen Spitzenweine erzeugt werden, etwa die legendäre Steinberger Riesling Trockenbeerenauslese 1921. Die Domäne Steinberg, die zu den Hessischen Staatsweingütern Kloster Eberbach gehört, ist 34 ha groß. Diese ist rundum mit einer Natursteinmauer umgrenzt.

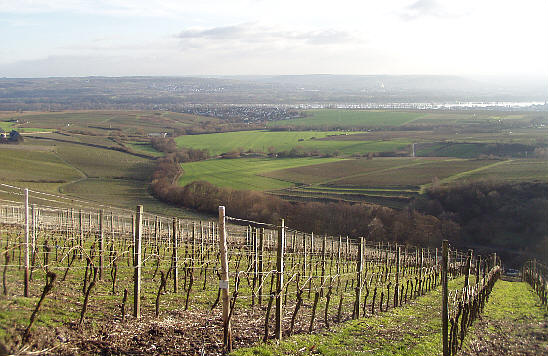
Der Steinberg gilt als eine der besten Weinlagen im Rheingau. Die Geschichte ist eng mit dem Neuhof und dem Kloster Eberbach verbunden und reicht bis ins 12. Jahrhundert zurück.

Seit dem deutschen Weingesetz von 1971 ist der Steinberg neben den Lagen Schloss Johannisberg, Schloss Reichartshausen und Schloss Vollrads die einzige Einzellage im Rheingau, die als eigener Ortsteil gilt und somit ohne Angabe einer Ortsbezeichnung, also einfach als Steinberger etikettiert werden darf. 

## Geographische Lage und Geologie
Der Steinberg liegt am Waldrand auf einem steilen Südwesthang. Der Boden ist durchsetzt mit Sand, Kies, tonigem Lehm und Schiefer. Im oberen Teil des Hanges überwiegt steinger Schiefer. Die Baulichkeiten der Domäne Steinberg liegen am Ostrand der Weinbergslage auf einem Höhenrücken in 200 m ü. NHN an der Landesstraße 3320 von Hattenheim nach Kloster Eberbach. Von hier aus erschließen Wirtschaftswege den Weinberg. Der höchste Punkt des Steinbergs liegt in der Nordecke etwa 270 m ü. NHN hoch, und der tiefste Punkt liegt im Südzipfel jenseits der Domäne Neuhof bei etwa 150 m ü. NHN.
Der Weinberg war zunächst von einer Hecke umgeben. Diese wurde schließlich von einer am 2. August 1767 fertiggestellten 2.600 Meter langen und schiefergedeckten hohen Bruchsteinmauer ersetzt. Seitdem gilt der Steinberg durch die Ummauerung als Clos. Sie diente dem Schutz des Weinberges, namentlich vor Traubendieben, und begünstigt zudem das Kleinklima.
Im 1867 von Friedrich Wilhelm Dünkelberg herausgegebenen Werk „Der nassauische Weinbau“ wird der Steinberg nach der ersten umfassenden Klassifizierung der Rheingauer Weinlagen als eine von 13 Spitzenlagen in die Klasse I eingestuft.

## Geschichte
Angelegt wurde der Steinberg von den Zisterziensermönchen des nahe gelegenen Klosters Eberbach, die um 1170 begannen, mit großer Tatkraft einzelne Parzellen durch Kauf und Tausch zu einem großen Weinberg zu verbinden. Etwa die Hälfte der Fläche war Brachland, das erst kultiviert werden musste. Unterhalb des Steinbergs legten sie zeitgleich die heutige Domäne Neuhof an. Seit der Aufhebung des Klosters nach dem Reichsdeputationshauptschluss von 1803 war der Steinberg Staatsdomäne, zunächst eine nassauische, später eine preußische (Regierungsbezirk Wiesbaden) und dann eine hessische Staatsdomäne. 
Der Steinberg befindet sich im Alleinbesitz der Hessischen Staatsweingüter Kloster Eberbach, die hier eine ihrer traditionellen sechs Staatsdomänen, die Domäne Steinberg, bewirtschaften.
Der Steinberg wurde als Sachgesamtheit wegen seiner Sonderstellung unter den herausragenden historischen Weinlagen des Rheingaues (wie Schloss Johannisberg und Kiedricher Gräfenberg) als Kulturdenkmal unter Denkmalschutz gestellt. Seine seit dem Mittelalter bekannte und urkundlich belegte Geschichte sowie seine stetige Nutzungskontinuität mache ihn einmalig. Dieser Weinberg könne als eine der Keimzellen der Rheingauer Weinkultur gelten. Auch überregional habe die hohe Qualität der hier angebauten Weine schon früh Anerkennung gefunden. Besonders hoch sei die landschaftlich ungestörte Situation mit dem weithin in der Landschaft sichtbaren Mauerverlauf zu werten.

## Steinbergkeller

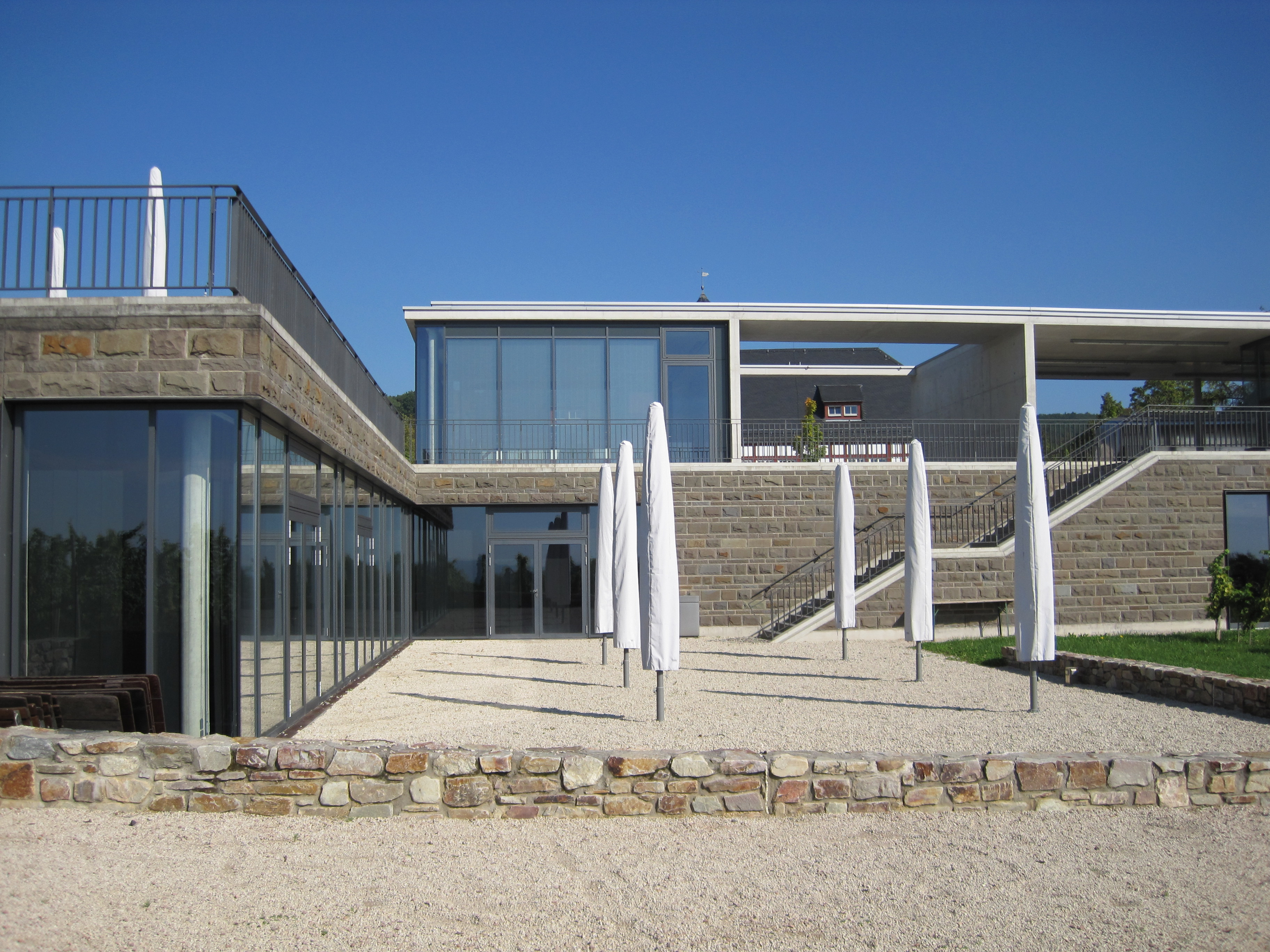
Der Steinbergkeller der Hessischen Staatsweingüter Kloster Eberbach

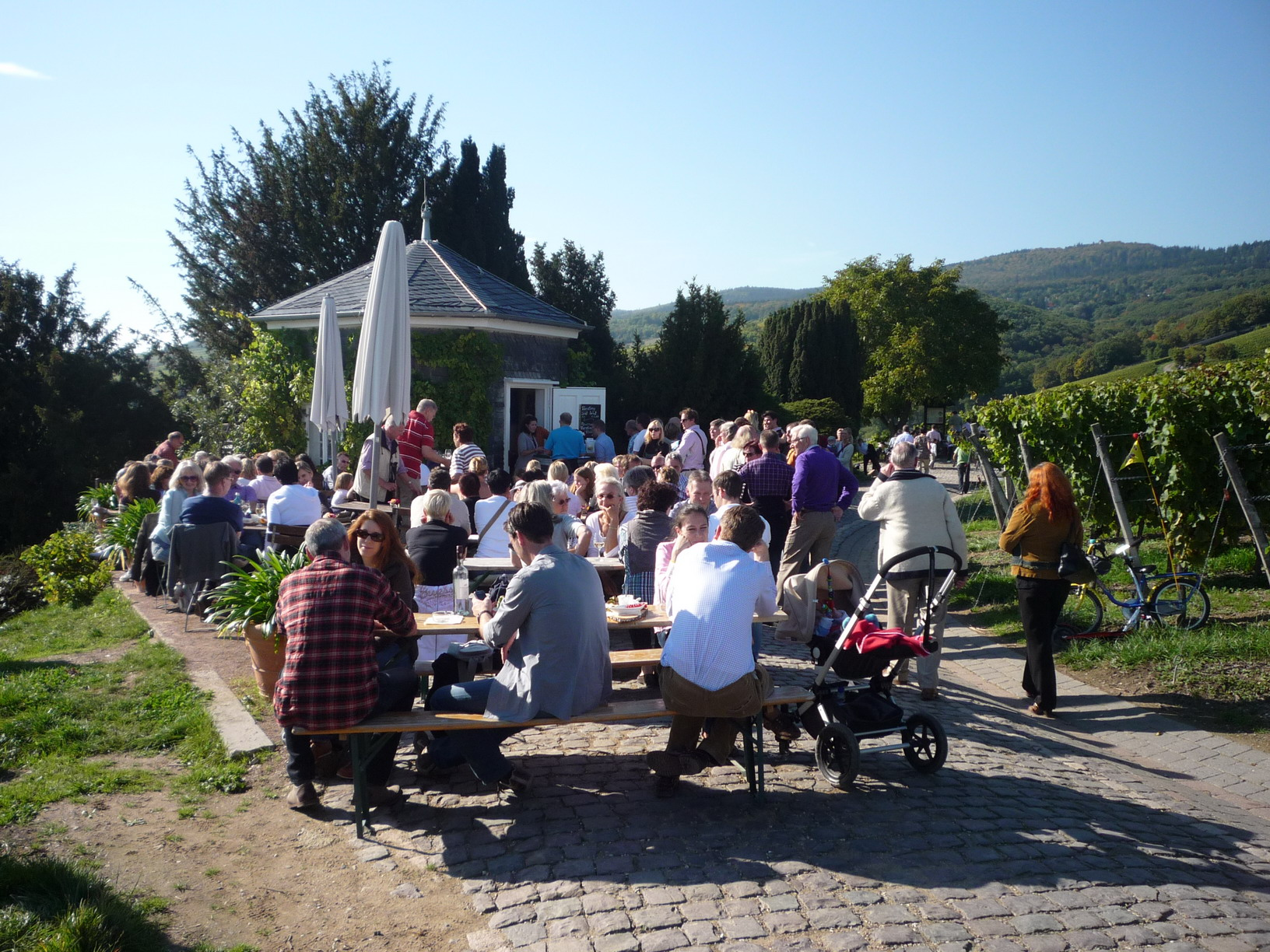
Ausschank Schwarzes Häuschen

Seit im Jahr 2008 der Neubau des Steinbergkellers, die zentrale Kellerei der Staatsweingüter, hier in Betrieb genommen wurde, ist der Steinberg die Betriebszentrale des größten hessischen Weinguts geworden. 
Der Steinbergkeller wurde von 2006 bis 2008 zwischen der Steinbergmauer und der Landesstraße L 3320 nach den Plänen des Architekten Reinhard Moster aus Neustadt an der Weinstraße mit einem Kostenaufwand von 15.800.000 Euro erbaut. Er nimmt eine Grundfläche von 64 Meter mal 83 Meter ein und geht vom Niveau des Hofes aus mit drei Stockwerken bis 14 Meter in die Tiefe. Der Keller wurde mit einer zwei Meter mächtigen Erdschicht bedeckt. Er hat eine Lagerkapazität von 1.300.000 Flaschen und verfügt über 1.800.000 Liter Tankraum. Auf einem halben Hektar wachsen über dem Keller die Weinreben.

## Schwarzes Häuschen
Wenige Meter vom Eingangstor entfernt befindet sich das Schwarze Häuschen, das von April bis Oktober freitags bis sonntags als Ausschank dient. Von den Tischen und Bänken im Freien hat man einen weiten Blick über den Rhein bis nach Rheinhessen.

## Sonstiges
Im Rahmen des Rheingau Musik Festivals wird im Steinberg unter freiem Himmel und mit einem weiten Blick über den Rheingau die Steinberger Tafelrunde zelebriert. 